# New Zealand State Highway 23
Der New Zealand State Highway 23 (auch State Highway 23 oder in Kurzform SH 23) ist eine Fernstraße von nationalem Rang auf der Nordinsel von Neuseeland.

## Strecke
Der SH 23 zweigt im Westen der Stadt Hamilton vom New Zealand State Highway 1 ab. Er führt in Richtung Westen und kreuzt zunächst den New Zealand State Highway 39 sowie den Waipā River, bevor er bei der Ortschaft Raglan nahe der Westküste der Insel endet.